# Aéroport international Ovda
Ouvda ou Ovda (en hébreu : hébreu : עובדה, «fait accompli»), code IATA : VDA • code OACI : LLOV, était depuis 1982, l'aéroport international d'Eilat, en Israël en complément de l'ancien aéroport d'Eilat Hozman, situé lui en centre ville de cette station balnéaire au bord de la mer rouge et qui recevait les vols intérieurs notamment ceux en provenance de Tel-Aviv. 
L'aéroport était nommé également "Aéroport Ovda - Mer rouge" (Ovda Red Sea Airport). 
Il est situé en plein désert, à une cinquantaine de kilomètres au nord-ouest d'Eilat. 
Il est aujourd'hui uniquement à usage militaire, ayant été remplacé par Aéroport international Ramon. 
Il accueillait essentiellement des vols charters en provenance de l'Europe (Paris, Londres, Amsterdam, Athènes…) et des vols réguliers vers Tel Aviv et le nord d'Israël. 
En 2015, l'aéroport avait vu passer un peu moins de 100 000 passagers.
L'aéroport comportait un seul terminal passager. Il était desservi par les bus de la ligne 392, de la compagnie Egged qui effectuait la navette avec la station balnéaire 4 à 5 fois par jour, les taxis et les navettes de la compagnie “Fun Time” - “Eilat Shuttle. 
Fermé à l'aviation civile depuis 31 mars 2019 et alors géré par l'autorité aéroportuaire d’Israël (IAA), Ovda est aujourd'hui une zone militaire de l'armée israélienne Tsahal.

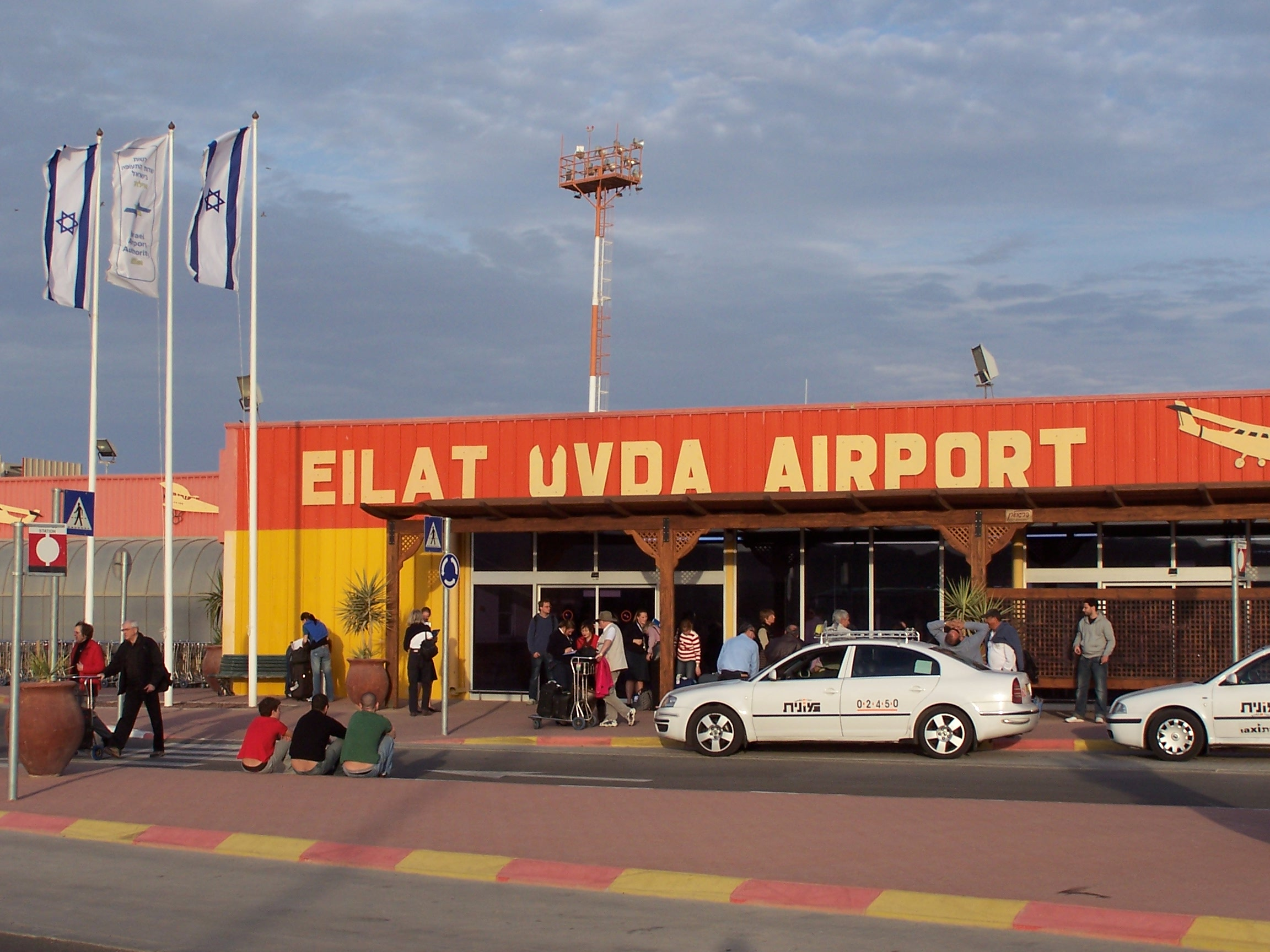
Entrée de l'ancien terminal de l'aéroport en 2006.

## Situation
| Tel Aviv · Ben Gourion Eilat - Ramon Eilat - Ovda Eilat - Hozman Tel Aviv · Sdé Dov Haïfa Ein Yahav Rosh Pina |

## Statistiques
Pour des raisons techniques, il est temporairement impossible d'afficher le graphique qui aurait dû être présenté ici.

Voir la requête brute et les sources sur Wikidata.